# The Boss (альбом Тимати)
The Boss — второй сольный студийный альбом Тимати, вышедший в 2009 году.

## Об альбоме

### Концепция
Концепция альбома заключается в том, что к записи альбома были привлечены топовые американские исполнители и продюсеры.

### Начало сотрудничества с западной музыкальной индустрией
В 2006 году Timati на одном из американских концертов знакомится с Diddy и Snoop Dogg’ом. В этом же году Timati и Snoop Dogg договариваются в будущем сделать совместный трек.
В 2007 году Timati начинает тесно сотрудничать с западными звездами хип-хоп-сцены. Выходят два трека— «Get Money», записанный вместе с рэпером Nox и спродюсированный Scott Storch’ем) и «Put U Take It», записанный вместе с рэперами Fat Joe, Nox & Raul и спродюсированный Scott Storch’ем). В это же время на Youtube появляется видео, где Timati работает в студии известного звукорежиссера Олега Чечика - Studio CSP, вместе с Xzibit’ом.
В 2008 году выходит сингл «Forever» при участии Mario Winans’а.
В 2009 году выходит самый громкий музыкальный релиз от Timati, это сингл «Groove On» при участии Snoop Dogg’а.

## Успех за пределами России
Тимати был специально приглашен на церемонию награждения музыкальной премии Viva Germany Awards, после того, как песня «Groove On», попала в плей-листы немецких телеканалов и находилась в горячей ротации VIVA и MTV Germany, а также музыкальных каналов Швейцарии, Австрии, Японии и Франции.
Российский рэпер выступил на Viva Awards с Snoop Dogg, после выступления Timati и Snoop Dogg договорились о дальнейшем сотрудничестве и о записи очередного трека.

## Список композиций
| №   | Название                                                     | Текст песни                                  | Музыка                  | Длительность |
| --- | ------------------------------------------------------------ | -------------------------------------------- | ----------------------- | ------------ |
| 1.  | «Nokturne «BOSS LIFE»» (feat. Music Hayk)                    | Тимати, О.Руденко                            | Тимати, B.K             | 2:55         |
| 2.  | «Время» (feat. B.K.)                                         | Тимати, B.K                                  | Тимати, B.K             | 4:19         |
| 3.  | «Forever» (feat. Mario Winans)                               | Тимати, Mario Winans                         | Тимати, Mario Winans    | 4:35         |
| 4.  | «Одноклассница» (feat. Джиган)                               | Тимати                                       | Тимати, Michael Yousher | 4:08         |
| 5.  | «Не Звони»                                                   | Тимати                                       | Fun2mass                | 3:47         |
| 6.  | «Сколько Стоит Любовь»                                       | Тимати                                       | Тимати, Michael Yousher | 3:35         |
| 7.  | «Прыгай В Тачку» (feat. Tom’n'Jerry)                         | Тимати, B.K                                  | Mr.Bruce                | 3:57         |
| 8.  | «Bossa»                                                      | Тимати                                       | Fun2mass                | 4:23         |
| 9.  | «Cosmos» (feat. B.K.)                                        | Тимати, B.K                                  | Тимати, B.K             | 4:52         |
| 10. | «Welcome To Saint-Tropez» (feat. Blue Marine)                | Тимати                                       | Тимати, Michael Yousher | 3:51         |
| 11. | «Love You» (feat. Busta Rhymes & Mariya)                     | Тимати, Busta Rhymes, Mariya, Kalenna Harper | Gibson Kagni            | 4:09         |
| 12. | «Zajigalki» (feat. La Fouine & Jimi Sissoko)                 | Тимати, La Fouine, Jimi Sissoko              | Garage Raver            | 4:21         |
| 13. | «Limb By Limb» (feat. Xzibit)                                | Тимати, Xzibit                               | Xzibit                  | 4:08         |
| 14. | «Groove On» (feat. Snoop Dogg)                               | Тимати, Snoop Dogg                           | Tyron Thomas            | 3:50         |
| 15. | «Sexy Bitch» (feat. Kalenna Harper from Diddy - Dirty Money) | Тимати, Kalenna Harper                       | Тимати, Gibson Kagni    | 2:51         |
| 16. | «Сюрприз»                                                    | Тимати                                       | B.K                     | 4:43         |
| 17. | «Ноты-Числа» (feat. Music Hayk)                              | Тимати, B.K                                  | B.K                     | 4:48         |
| 18. | «Наедине»                                                    | Тимати                                       | Michael Yousher         | 4:41         |
| 19. | «Всё Кончается»                                              | Тимати, B.K                                  | Тимати, B.K             | 5:51         |

| №  | Название                  | Режиссёр            | Длительность |
| -- | ------------------------- | ------------------- | ------------ |
| 1. | «Forever»                 | Резо Гигинейшвили   | 4:26         |
| 2. | «Welcome To Saint-Tropez» | Константин Черепков | 3:55         |
| 3. | «Groove On»               | Павел Худяков       | 5:50         |
| 4. | «Одноклассница»           | Павел Худяков       | 4:28         |
| 5. | «Boss Life (Documentary)» | Анна Киселёва       | 14:51        |